# Friedrich von Ahlefeldt (Gutsherr, 1551)
Friedrich von Ahlefeldt (* 1551; † 22. Dezember 1607) war Erbherr auf Seestermühe, Halb-Søgård inklusive Årtoftgård in Nordschleswig, Kasseedorf, Gut Tangstedt und Arlewatt, Amtsrat von Aabenraa und herzoglicher Landrat von Schleswig-Holstein.

## Leben
Friedrich von Ahlefeldt war in den Jahren von 1597 bis 1605 Amtsrat von Apenrade. 1603 war er im Gefolge des Herzogs Johann Adolph von Schleswig-Holstein-Gottorf bei der Huldigung der Stadt Hamburg. Er  unterschrieb am 29. Oktober 1603 diese Huldigung, in der die Privilegien der Stadt durch König Christian IV. bestätigt wurden. Später wurde er auch fürstlicher Landrat in Holstein. Seine erste Gemahlin Catharine von Rantzau († 1587), die ihm das Gut Arlewatt zubrachte, war eine Tochter des königlichen Statthalters Heinrich Rantzau und seiner Frau Christine. Am 7. Februar 1592 heiratete er Dorothea von Blome, die Tochter von Dietrich von Blome. Mit beiden Frauen hatte er zusammen sechs Kinder, darunter war auch Johann von Ahlefeldt.